# Domenico Pittis
Domenico Pittis (* 1. Oktober 1974 in Calgary, Alberta) ist ein ehemaliger kanadischer Eishockeyspieler, der unter anderem für die Kloten Flyers, die ZSC Lions und den EV Zug in der Schweizer National League A spielte. Sein jüngerer Bruder Jonathan war ebenfalls professioneller Eishockeyspieler.

## Karriere
Pittis spielte während seiner Juniorenzeit bei den Lethbridge Hurricanes in der Western Hockey League und wurde in der zweiten Runde beim NHL Entry Draft 1993 von den Pittsburgh Penguins als 52. ausgewählt.
Seine Profikarriere begann er in der International Hockey League. Zuerst spielte er für die Cleveland Lumberjacks, später für die Long Beach Ice Dogs. In der Saison 1996/97 gab er mit einem Spiel für die Penguins sein Debüt in der NHL. Nach einer Saison mit den Syracuse Crunch in der American Hockey League, unterschrieb er als Free Agent bei den Buffalo Sabres. Auch hier brachte er es nur auf drei Spiele. Meist war er in der AHL bei der Rochester Americans im Einsatz. Obwohl er bester Scorer der AHL war, gelang ihm der Durchbruch in der NHL nicht. Ab dem Sommer 2000 spielte er bei den Edmonton Oilers ausschließlich in der NHL. Einen großen Teil der Saison 2001/02 verpasste er wegen einer Kopfverletzung. Auch nach seinem Wechsel zu den Nashville Predators warf ihn eine neuerliche Kopfverletzung aus dem Rennen. So folgten auch wieder Einsätze in der AHL bei den Milwaukee Admirals.
Nachdem er nach seiner Rückkehr zu den Buffalo Sabres wieder meist in der AHL in Rochester eingesetzt worden war, entschied er sich zu einem Wechsel nach Europa. Seitdem ging er für die Kloten Flyers aufs Eis. Sein Vertrag mit Kloten lief bis zur Saison 2009/10, er kündigte ihn jedoch am 8. Januar 2008 vorzeitig. Drei Tage später, am 11. Januar, wurde bekannt, dass er zum Kantonsrivalen, den ZSC Lions, wechseln würde. Nachdem er mit den Stadtzürchern zwei Mal die Meisterschaft und einmal den Victoria Cup gewonnen hatte, erhielt er keinen neuen Vertrag und wechselte in die NLB zum EHC Visp. In den Playoffs der Saison 2012/13 wurde Pittis leihweise bis Ende Saison zum EV Zug ausgeliehen, entschied dann aber nicht mehr zu den Vispern zurückzukehren und beendete damit seine Profi-Karriere. Darauf zog Pittis zurück in seine Heimat Kanada, wo er momentan als Techniktrainer und Scout der Calgary Flames amtet.
2006, 2007 und 2010 spielte der 1,80 m große Kanadier beim Spengler Cup in Davos für das Team Canada.

## Erfolge und Auszeichnungen
- 1994 WHL East Second All-Star Team
- 1999 John B. Sollenberger Trophy
- 2007 Spengler-Cup-Gewinn mit dem Team Kanada
- 2008 Schweizer Meister mit den ZSC Lions
- 2009 Champions-Hockey-League-Gewinn mit den ZSC Lions
- 2009 Victoria-Cup-Gewinn mit den ZSC Lions
- 2012 Schweizer Meister mit den ZSC Lions